# Crayon Shin-chan
Крейон Сінтян (яп. クレヨンしんちゃん) — одна з найкасовіших японських манґ і аніме про 5-річного Нохару Сінносуке (лагідна форма Сінтян) і його сім'ю з району Касукабе, префектури Сайтама в Японії. Належить до жанру соціальної комедії. Автор — Усуй Йосіто.
Крейон Сінтян вперше з'явився у 1990 році на сторінках японського тижневика коміксів «Weekly Manga Action» видавництва Футабася. Через два роки, у 1992, перші мультфільми за його участі вийшли у ефірі японської телекомпанії ТВ Асахі. Згодом аніме з Сінтяном почали транслювати у світі під егідою анімаційної компанії Анімемакс.
Гумор Сінтяна — це чудернацькі висловлювання, постійне помилкове вживання слів японської мови, жахлива поведінка і невгамовний потяг п'ятирічного хлопця до осіб протилежної статі.

## Сюжет
Серіал розповідає про пригоди п'ятирічного Сінносуке «Сін» Нохари та його батьків, молодшої сестри, собаки, сусідів і найкращих друзів. Події відбуваються в місті Касукабе префектури Сайтама в районі Великого Токіо в Японії. Більша частина сюжету присвячена повсякденному життю Сінтяна, але часто переплітається з фантастичними та неймовірними елементами.
Багато жартів у серіалі виникають з іноді дивного, неприродного та недоречного використання мови Сінтяном, а також з його пустотливого характеру. Тому читачам, які не є японцями і деяким глядачам може бути важко зрозуміти його жарти. Деякі жарти можуть вимагати розуміння японської культури та/або мови для повного сприйняття; наприклад, його образ «пана слона», хоча й очевидний як фізичний жарт, має глибший зв'язок із сучасною японською культурою, оскільки відсилає до популярної японської дитячої пісеньки «Zou-san» (ぞうさん). Але після скромного перекладу він популярний в решті Азії завдяки культурній сумісності. Він також містить багато саркастичних жартів і гумору на стереотипах.
Серіал переважно комедійного стилю з великою кількістю сексуальних натяків, що призводить до того, що батьки забороняють своїм дітям дивитися його. Однак, завдяки своїй популярності, він також стилістично максимально придатний для сімейного перегляду, хоча це може не стосуватися будь-кого. Більшість епізодів присвячені важливості сім'ї та друзів. У рідкісних випадках у ньому також є деякі темні епізоди, наприклад, смерть хлопця пані Мацудзаки в манзі, хоча вона не була адаптована в аніме. Аніме також містить елементи жахів, наприклад, серії «Лінія без кінця», «Жахливий ліфт» і «Сходи дитячого садка».
Ненормально для свого віку, Сінтян регулярно захоплюється симпатичними жіночими персонажами, які набагато старші за нього, і додатковим джерелом гумору є його дитячі спроби залицяння до цих персонажів, наприклад, коли він запитує їх (недоречно, на кількох рівнях) «Чи любите ви стручковий перець?» (ピーマン好き?) (бо він так ненавидить стручковий перець). Він постійно демонструє відсутність такту в розмові з дорослими, ставлячи запитання на кшталт «Скільки разів ви ходили в поліцію?» чоловікам з міцним зовнішнім виглядом або «Скільки вам років?» людям похилого віку. Його часто показують з голими сідницями, щоб підкреслити безглуздість жартів.